# Girolamo Giusso
Girolamo Giusso (Napoli, 25 maggio 1843 – Vico Equense, 25 dicembre 1921) è stato un politico italiano.

## Biografia
Sindaco di Napoli dal 1878 al 1883. Fu poi Deputato e Senatore del Regno, Ministro dei lavori pubblici del Regno d'Italia nel Governo Zanardelli.
Uno degli edifici della sede dell'Università L'Orientale di Napoli porta il suo nome.

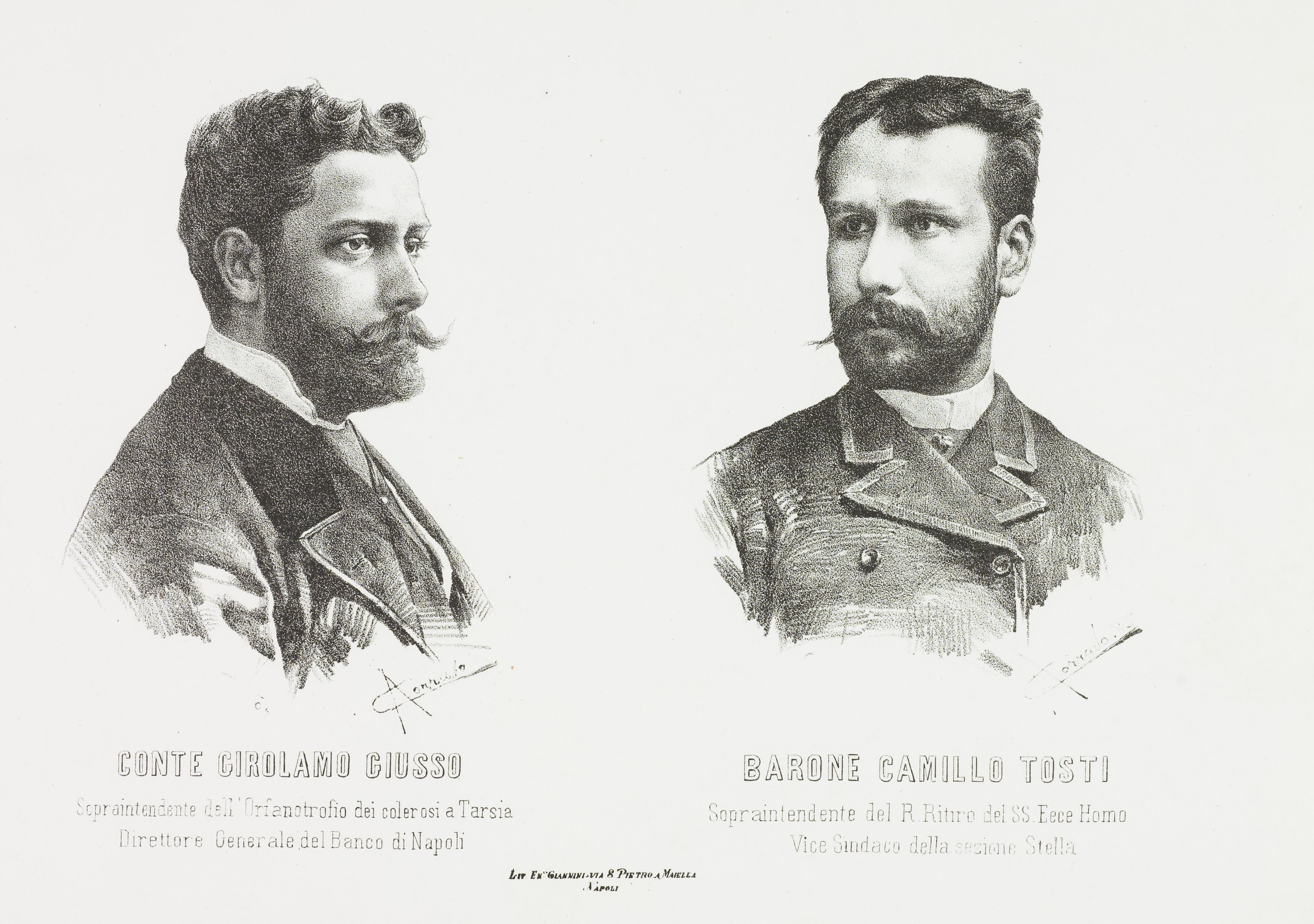
Conte Girolamo Giusso i Barone Camillo Tosti